# 미란다 램버트
미란다 램버트(Miranda Lambert, 1983년 11월 10일 ~ )는 미국의 컨트리 싱어송라이터이다. 컨트리 음악 그룹 피스톨 애니스(Pistol Annies)의 멤버이기도 하다. 2001년 초 앨범 Miranda Lambert를 통해 데뷔했으며, 2003년 컨트리 음악 경연 프로그램 《내슈빌 스타》에 참가하면서 이름을 알렸고 최종 3위를 하였다.

## 음반 목록
- Miranda Lambert (2001)
- Kerosene (2005)
- Crazy Ex-Girlfriend (2007)
- Revolution (2009)
- Four the Record (2011)
- Platinum (2014)
- The Weight of These Wings (2016)
- Wildcard (2019)
- Palomino (2022)